# Curt Liebmann

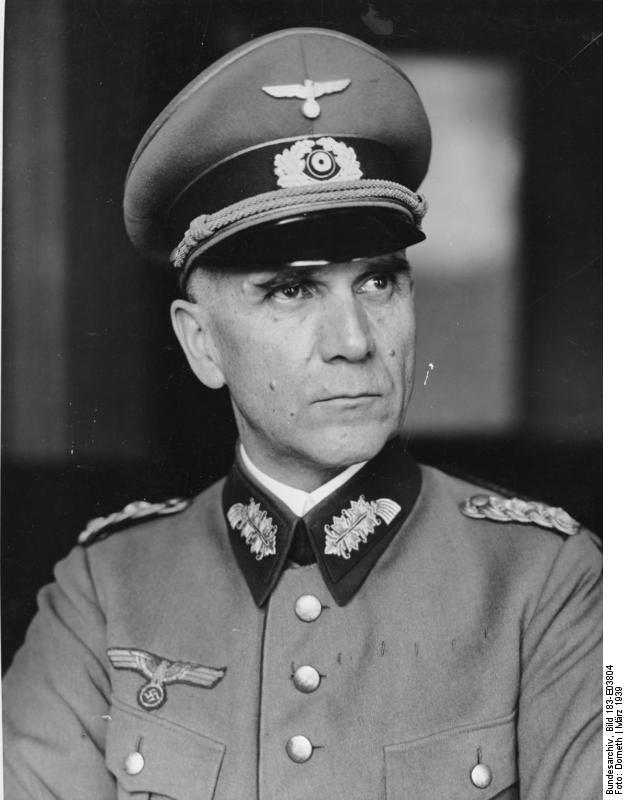
Curt Liebmann (1939)

Curt Liebmann (* 29. Januar 1881 in Coburg; † 2. Juli 1960 in Holzminden) war ein deutscher General der Infanterie im Zweiten Weltkrieg. Nach ihm ist die Liebmann-Aufzeichnung benannt.

## Leben
Curt Liebmann war der Sohn des preußischen Generalmajors Konrad Liebmann (1846–1917).
Nach dem Besuch des Kadettenkorps wurde Liebmann am 20. März 1899 als Leutnant dem 2. Nassauischen Infanterie-Regiment Nr. 88 der Preußischen Armee in Mainz überwiesen. 1901 erfolgte seine Versetzung in das Großherzoglich Mecklenburgische Füsilier-Regiment „Kaiser Wilhelm“ Nr. 90 nach Rostock. Von 1906 bis 1909 studierte er an der Kriegsakademie und war von 1910 bis 1913 als Hauptmann Mitglied des Großen Generalstabs. Während des Ersten Weltkrieges diente Liebmann in verschiedenen Generalstabsverwendungen und nahm unter anderem Ende August 1914 an der Schlacht bei Tannenberg bei „Division Unger“ teil. Neben beiden Klassen des Eisernen Kreuzes erhielt Liebmann für sein Wirken das Ritterkreuz des Königlichen Hausordens von Hohenzollern mit Schwertern, das Ritterkreuz I. Klasse des Friedrichs-Ordens und des Herzoglich Sachsen-Ernestinischer Hausordens mit Schwertern, das Hanseatenkreuz der Stadt Hamburg, das Österreichische Militärverdienstkreuz III. Klasse mit der Kriegsdekoration, den Eisernen Halbmond sowie das Ritterkreuz IV. Klasse, I. Stufe des Bulgarischen Militärordens für Tapferkeit.
Nach Kriegsende wurde Liebmann in die Reichswehr übernommen und zunächst im Reichswehrministerium verwendet. Eingesetzt war er hier in der Heeresstatistischen Abteilung (T3) des Truppenamtes. Anfang 1922 wurde er zum Oberstleutnant befördert und führte ab 1. April das II. Bataillon im 1. (Preußisches) Infanterie-Regiment in Tilsit. Nach zwei Jahren erfolgte seine Rückversetzung in das Reichswehrministerium nach Berlin, wo er Anfang September 1924 von Oberst Friedrich von Boetticher (1881–1967) die Leitung der Abteilung Fremde Heere übernahm. Sie lief wegen der Bestimmungen des Versailler Vertrages unter der Tarnbezeichnung Statistische Abteilung T3 innerhalb des Truppenamts. Seinem Arbeitsbereich waren sowohl die „Abwehr“ unter Friedrich Gempp (1871–1947), die Informationsbeschaffung und Auswertung über fremde Streitkräfte, die Chiffrierstelle der Heeresverwaltung als auch die Betreuung der ausländischen Militärattachés an Botschaften/Gesandtschaften in Berlin zugeordnet. Am 1. Februar wurde er zum Oberst befördert. Als im August 1927 die ersten Veröffentlichungen über die Beteiligung der Abteilung an geheimen Rüstungsprojekten und den Machenschaften des Leiters der Seetransportabteilung, Walter Lohmann (1878–1930) ans Licht der Öffentlichkeit kamen, bestand enorme Gefahr für die zumeist konspirative Arbeit und den Auftrag der Abteilung Fremde Heere bezüglich der verdeckten Informationsgewinnung. Anfängliche Vertuschungen der tatsächlichen Aktivitäten, erste Umbesetzungen sowie Umstrukturierungen führten nicht zur Verbesserung der eingetretenen Situation.
Zum 1. März 1928 wurde Liebmann als Abteilungsleiter abgelöst und durch Oberst Erich Kühlenthal (1880–1958) ersetzt. Er übernahm das Kommando über das 5. (Preußisches) Infanterie-Regiment in Stettin, wo er 1929 zum Generalmajor befördert wurde. Es folgten eine mehrmonatige Verwendung als Chef des Generalstabes des Gruppenkommandos 2 in Kassel und schließlich 1931 die Ernennung zum Kommandeur der 5. Division und Befehlshaber im Wehrkreis V (Stuttgart), verbunden mit der Beförderung zum Generalleutnant. Liebmann gehörte damit zum engeren Führungskreis der Reichswehr. In dieser Position nahm er am 3. Februar 1933 an einer, etwas intern gehaltenen Gesprächsrunde im Haus von General der Infanterie, Kurt von Hammerstein-Equord teil. zu dieser war auch Adolf Hitler als frischernannter Reichskanzler als Gast zugegen.  Nach dem Tode des Reichspräsidenten Paul von Hindenburg und der Ernennung Hitlers zum Obersten Befehlshaber der Reichswehr im Sommer 1934 wurde der als konservativ geltende Liebmann am 1. August 1934 wieder ins Reichswehrministerium, mit dem Ziel der Vorbereitung auf eine wichtige Verwendung, zurückversetzt. Vermutlich kam diese dann – durch die seit Mitte 1933 schwelende Krise zwischen der Führung der NSDAP und der Reichswehrführung- nicht zustande. Er blieb über ein Jahr lang ohne Verwendung.
Erst am 1. Oktober 1935 wurde Liebmann unter Beförderung zum General der Infanterie zum ersten Kommandeur der nun wieder offiziell agierenden Heereskriegsakademie in Berlin ernannt. Hier war er bis zum Frühjahr 1939 tätig, als er mit Wirkung vom 30. April mit 58 Jahren in den Ruhestand versetzt wurde. Mit dem Beginn der Mobilmachung anlässlich des Zweiten Weltkriegs am 25. August 1939 wurde Liebmann reaktiviert und zum Oberbefehlshaber der 5. Armee ernannt, die als Teil der Heeresgruppe C des Generalobersten Wilhelm Ritter von Leeb am Westwall stationiert war. Doch bereits kurz nach dem Ende des Überfalls auf Polen wurde er, angeblich auf eigenen Wunsch, von diesem Kommando entbunden und durch den führertreuen Generaloberst Walter von Reichenau ersetzt. Den Rest des Krieges verbrachte Liebmann formal in der Führerreserve, ohne jedoch noch einmal zu einer Verwendung herangezogen zu werden. Nach Kriegsende 1945 kam er in britische Kriegsgefangenschaft, aus der er 1947 entlassen wurde.
Liebmann verstarb am 2. Juli 1960 in Holzminden.

### Liebmann-Aufzeichnung

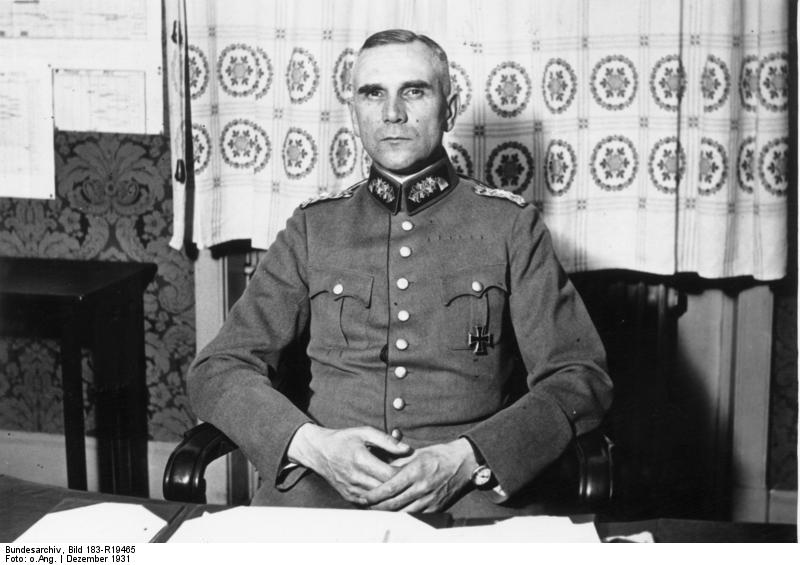
Curt Liebmann (1931)

Am 3. Februar 1933, vier Tage nach seiner Ernennung zum Reichskanzler, war Adolf Hitler eingeladen, anlässlich einer Befehlshaberbesprechung eine Rede vor der Führung der Reichswehr zu halten. Bei diesem Treffen in der Dienstwohnung des Chefs vom Oberkommando des Heeres, General der Infanterie Kurt von Hammerstein-Equord, sprach Hitler über seine mittel- und langfristigen Ziele. Anwesend waren unter anderem die sieben Wehrkreisbefehlshaber, darunter auch Liebmann, der sich wie üblich handschriftliche Notizen machte. Die persönlichen Originalaufzeichnungen Liebmanns befinden sich heute im Institut für Zeitgeschichte in München. Sie enthalten Notizen zu Befehlshaberbesprechungen aus den Jahren 1930 bis 1935 sowie seine persönlichen Erinnerungen. Die Notizen zu der Rede Hitlers am 3. Februar 1933 veröffentlichte das Institut erstmals 1954 in den Vierteljahrsheften für Zeitgeschichte. Sie sind relativ kurz gehalten und geben nur die wichtigsten Punkte von Hitlers Rede wieder.